# Usta Shirin Murodov
Usta Shirin Murodov (* 18. August 1879 in Buxoro, Emirat Buchara; † 12. Februar 1957 in Taschkent, Usbekische SSR, UdSSR) war ein sowjetisch-usbekischer Meisterkünstler – Maler, Töpfer und Folklorist.

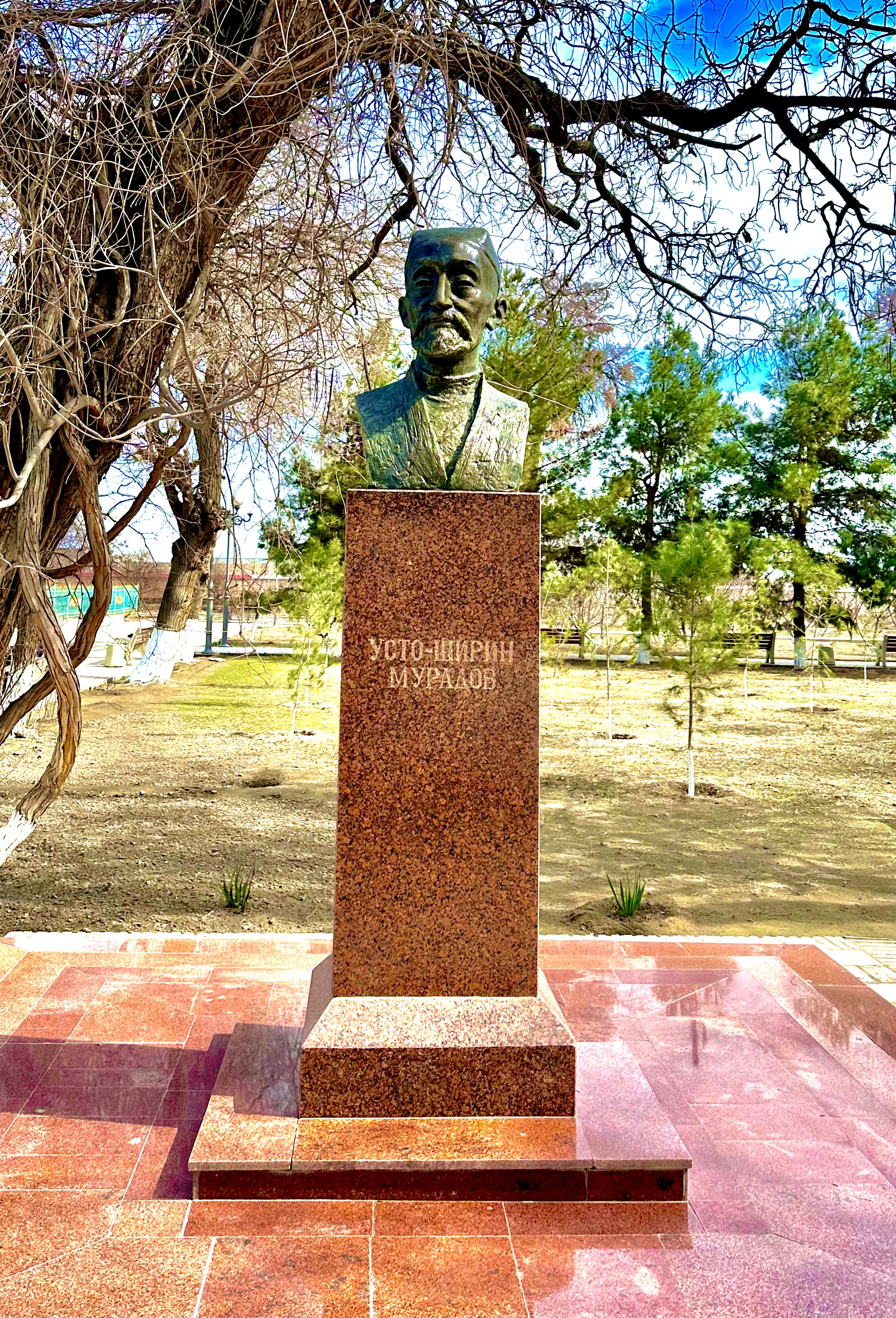
Büste von Usta Shirin Muradov in der Sommerresidenz des Emirs von Bukhara

Er war Ehrenmitglied der Akademie der Wissenschaften der Usbekischen SSR (1943) und ein angesehener Künstler, der für seine Beiträge zur Kunst in der Usbekischen SSR (1943) anerkannt wurde. Er erhielt auch den Stalinpreis ersten Grades (1948).

## Leben
Shirin lernte sein Handwerk von seinem Vater, Meister Murod, und seinem Großvater, Meister Nosir. Schon in jungen Jahren begann er Kunst zu praktizieren und lernte die Fähigkeit von seiner Familie. Als unabhängiger Künstler beteiligte er sich an der Dekoration des Karmina des Emirs von Buxoro und des Weißen Saals des Sitorai Mohi-khosa-Sommerpalastes, wo er Anerkennung erlangte. In seinen künstlerischen Kreationen war Shirin besonders für sein Töpferhandwerk bekannt. Er verwendete traditionelle Muster und Formen auf neue und innovative Weise. In seinen frühen Arbeiten verwendete er Keramik als Leinwand für seine Kunstwerke und schuf atemberaubende und komplizierte Keramikstücke.
Usta Shirin dekorierte auch viele Clubs, öffentliche Gebäude und Gedenkstätten mit seinen Töpferarbeiten. Er schmückte verschiedene Veranstaltungsorte, darunter den Pavillon der Usbekischen SSR auf der Allunions-Landwirtschaftsausstellung, die Pavillons der Turkmenischen SSR (1938), den Taschkent-Zirkus, das Navoi-Theater (Buchara-Halle), Usbekisches Theater für Musikdrama und Komödie namens Muqimiy, das Staatliche Literaturmuseum Alisher Navoi und andere. Er trug auch zur Restaurierung historischer Denkmäler wie des zerstörten Teils des Samaniden-Mausoleums, der Mir Arab Madrasa, der Abdulaziz Khan Madrasa Kuppeln und der Minarette vor der Magʻoki-Attori-Moschee bei.
Usta Shirin starb am 12. Februar 1957 und wurde auf dem Chigatoy-Friedhof in Taschkent beigesetzt.

## Auszeichnungen
- Verdienter Künstler der Usbekischen SSR (1943)[3][6][1][7]
- Leninorden[3][6][1][5]
- Orden des Roten Banners der Arbeit und Medaillen[1][5]
- Ehrenmitglied der Akademie der Wissenschaften der Usbekischen SSR (1943)[1][7]
- Stalinpreis ersten Grades (1948)[1]
- Buyuk xizmatlari uchun (Orden für herausragende Verdienste; 2001) – posthum[3][1][2][4][10]